# Liste der Straßen in Israel

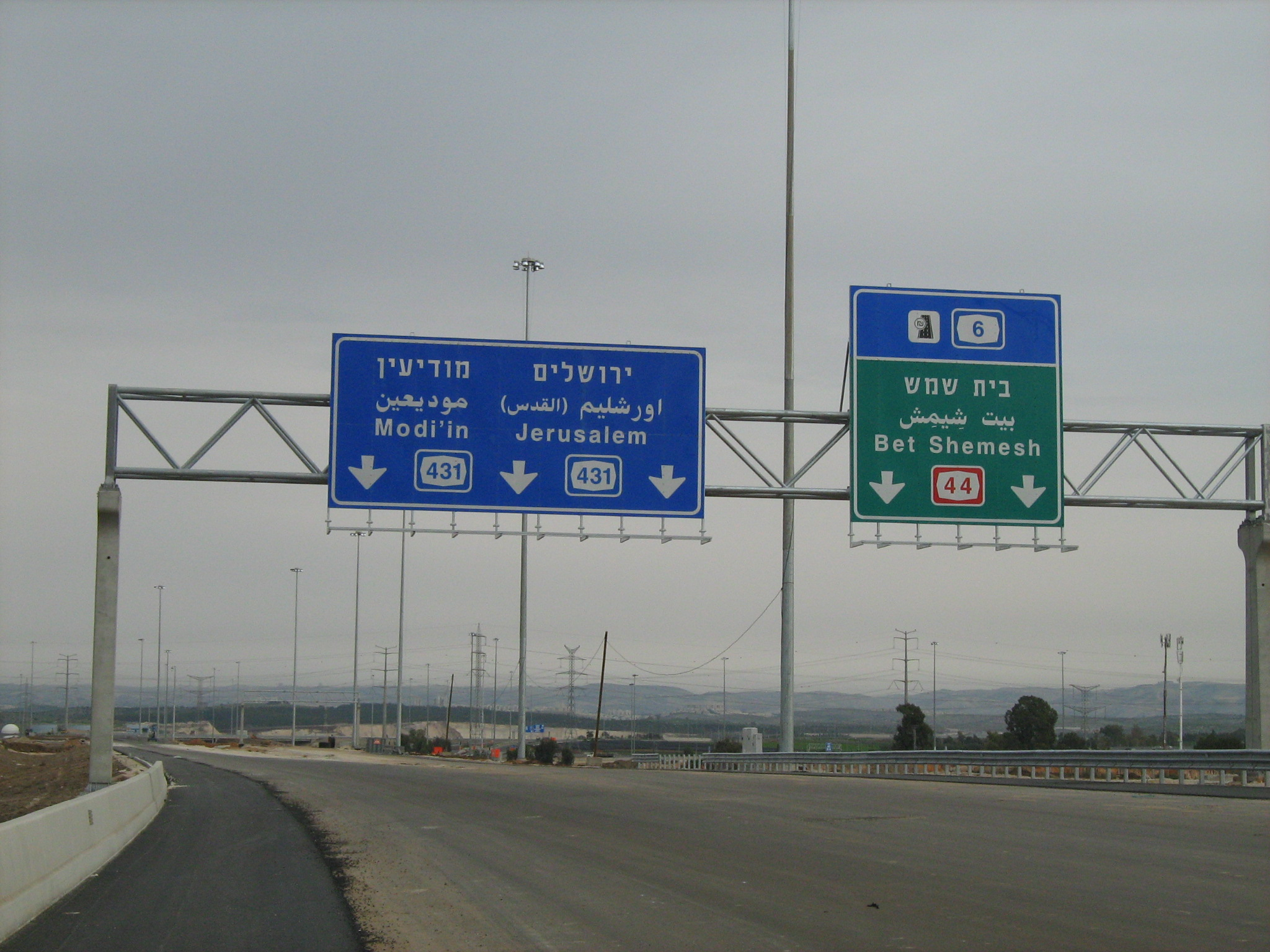
Nesher Interchange – Blick nach Norden zur Ausfahrt der Route 431 West

Die Liste der Straßen in Israel (hebräisch כְּבִישׁ Kvīsch, deutsch ‚Fernstraße‘) umfasst alle Haupt-Nationalstraßen, Nationalstraßen, sowie die Hauptstraßen des eigentlichen Israel und der besetzten Gebiete des Westjordanlandes und der Golanhöhen. Die Straßen werden von der israelischen Autobahnverwaltung betreut. Im Jahr 2019 gab es in Israel 19.946 asphaltierte Straßenkilometer.

## Netivei Israel

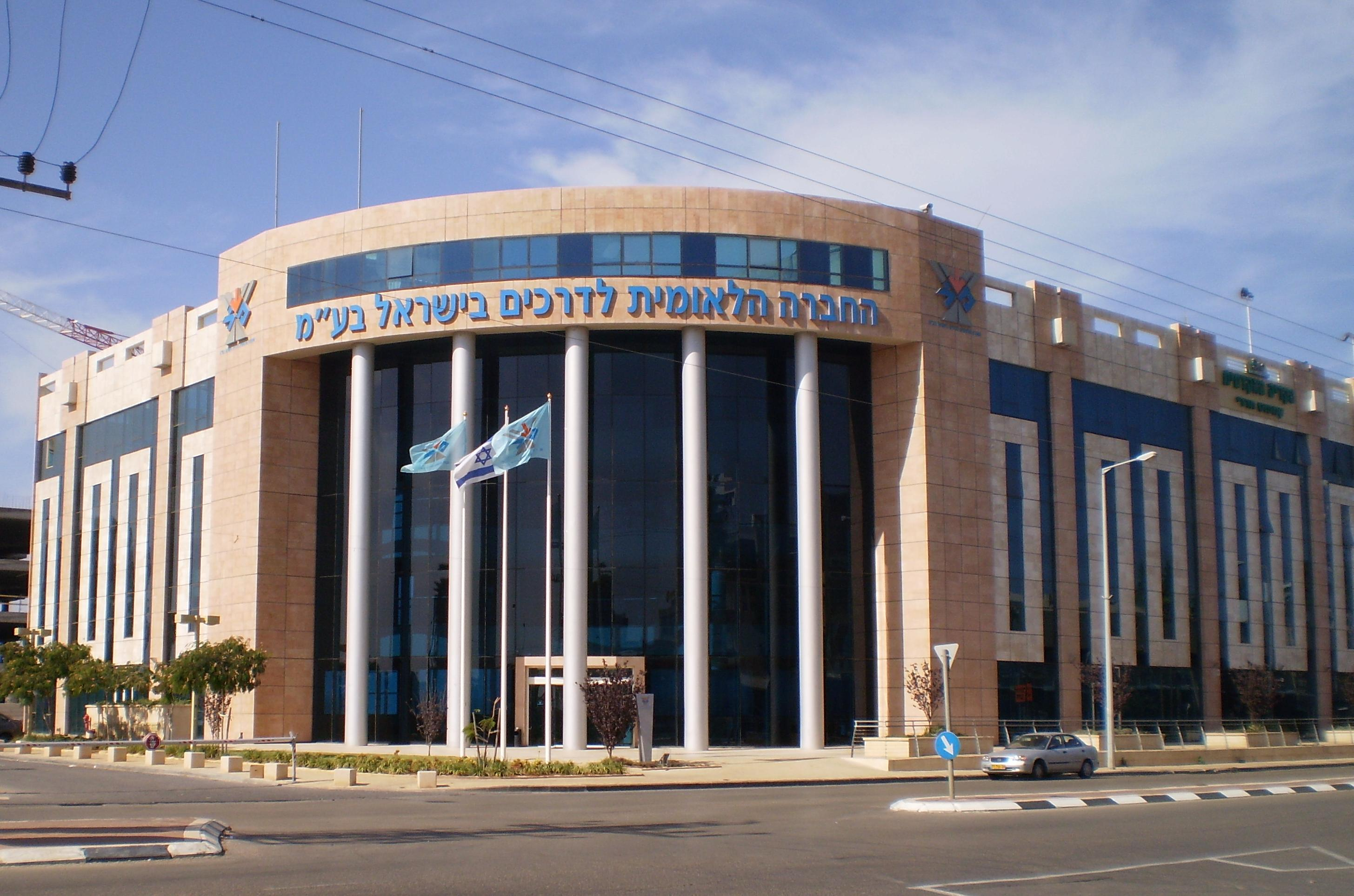
Netivei Israel in Or Jehuda

Netivei Israel (hebräisch נְתִיבֵי יִשְׂרָאֵל – הַחֶבְרָה הַלְּאֻמִית לִתַּשְׁתִּיּוֹת תַּחְבּוּרָה בָּעָ״מ Nətīvej Jisraʾel – haChevrah ha-Ləʾummīt liTaschtijjōt Tachbūrah BaʿA"M, deutsch ‚Verkehrswege/Routen Israels – die Nationale Gesellschaft für Verkehrsinfrastrukturen‘), zuvor HaChevrah haLəʾummīt liDrachīm bəJisraʾel (hebräisch הַחֶבְרָה הַלְּאֻמִית לִדְּרָכִים בְּיִשְׂרָאֵל deutsch ‚die Nationale Gesellschaft für [Verkehrs]Wege in Israel‘, englisch National Roads Company of Israel, auch National Roads Authority, NTA) genannt, ist ein staatliches Unternehmen, das für die Planung, den Bau und die Instandhaltung der meisten Straßeninfrastrukturen in Israel, einschließlich Straßen, Brücken und Kreuzungen, zuständig ist.

## Klassifizierung
Straßen in Israel werden durch Nummern klassifiziert als:
- Haupt-Nationalstraße (כְּבִישׁ אַרְצִי רָאשִׁי Kvīsch Arzī Roschī, deutsch ‚Haupt-Landes[fern]straße‘) – meist Autobahnen (einstellige Zahl, blaue Schrift auf weißem Grund)
- Nationalstraße (כְּבִישׁ לְּאֻמִי Kvīsch Ləʾummī, deutsch ‚Nationale Fernstraße‘) – meist Schnellstraßen, sogenannte „Intercity-Routen“ (zweistellig, rote Schrift auf weißem Grund)
- Regionalstraße (כְּבִישׁ אֲזוֹרִי Kvīsch Asōrī, deutsch ‚Regionale Fernstraße‘) – größere Hauptstraßen (dreistellig, grüne Schrift auf weißem Grund)
- Lokalstraße (hebräisch כְּבִישׁ מְקוֹמִי Kvīsch Mɘqōmī, deutsch ‚Lokale Fernstraße‘) – kleine Nebenstraßen (vierstellig, schwarze Schrift auf weißem Grund)

Nummern werden nur einmalig vergeben, können aber je nach Ausbaustandard des Streckenabschnittes die Farbe wechseln. Die Nummerntafel ist umschlossen von einem gestreckten Oktagon in Balkenform.

## Haupt-Nationalstraßen

### 1–9
|  | Klassifizierung                                                       | Kategorie                         | Von              | über | Nach          | Länge  |
|  | --------------------------------------------------------------------- | --------------------------------- | ---------------- | --- | ------------- | ------ |
|  | Haupt-Nationalstraße 1 „Kvisch Echad“                                 | Autobahn Schnellstraße            | Tel Aviv         | Flughafen Ben Gurion → Lod → Jerusalem | Beit haʿArava | 94 km  |
|  | Haupt-Nationalstraße 2 „The Coastal Highway“                          | Autobahn Schnellstraße            | Tel Aviv         | Herzlia → Netanja → Chadera | Haifa         | 89 km  |
|  | Haupt-Nationalstraße 3                                                | Autobahn Schnellstraße            | Aschqelon        | Qirjat Malʾachi → Modiʿin-Maccabim-Reʾut | Mewo Choron   | 53 km  |
|  | Haupt-Nationalstraße 4                                                | Autobahn Schnellstraße            | Erez             | Aschqelon → Aschdod → Rischon LeZion → Cholon → Ramat Gan → Petach Tiqwa → Kfar Saba → Raʿananna → Netanja → Chadera → Haifa → Akkon → Naharija | Rosch haNiqra | 205 km |
|  | Haupt-Nationalstraße 5 „Trans-Samaria Highway“                        | Autobahn Schnellstraße            | Tel Aviv         | Ramat haScharon → Petach Tikwa → Rosch haʿAjin                                                                                                  | Ariʾel        | 40 km  |
|  | Haupt-Nationalstraße 6 „Trans-Israel Highway“ „Yitzhak Rabin Highway“ | Autobahn Schnellstraße Mautstraße | Schoket (Meitar) | Rosch haʿAjin → Kfar Saba → Joqneʿam → Qirjat Gat → Beʾer Scheva → Qirjat Tivʿon                                                                | Eliakim       | 180 km |
|  | Haupt-Nationalstraße 7                                                | Autobahn Schnellstraße            | Aschdod          | Gedera | Jad Benjamin  | 16 km  |
|  | Haupt-Nationalstraße 9                                                | Autobahn                          | Michmoret        | Eljachin → Chadera → Maʾor | Baqa-Dschatt  | 13 km  |

1. ↑  „Kvisch Echad“ = „Fernstraße eins“
2. ↑  Die Nationalstraße 61 wurde 2014 darin integriert.

## Nationalstraßen

### 10–99
|  | Klassifizierung                                     | Kategorie                | Von                  | über | Nach                  | Länge  |
|  | --------------------------------------------------- | ------------------------ | -------------------- | --- | --------------------- | ------ |
|  | Nationalstraße 10                                   | Schnellstraße            | Kerem Schalom        | Nitzana → Sajarim | Nationalstraße 12     | 182 km |
|  | Nationalstraße 12                                   | Schnellstraße            | Eilat                | Netafim → Sajarim → Flughafen Ovda → Neʾot Smadar | Nationalstraße 40     | 71 km  |
|  | Nationalstraße 13                                   | Schnellstraße            | Nationalstraße 40    | Zihor → Mitzpe Ramon → Beʾer Scheva → Beʾer Menucha | Nationalstraße 90     | 12 km  |
|  | Nationalstraße 16                                   | Autobahn Schnellstraße   | Motza                | Beit Sayit → Har Nof → Givʿat Schaʾul → Ramat Beit haKerem | Givʿat Mordechai      | 5 km   |
|  | Nationalstraße 20 „Ayalon Highway“                  | Autobahn Schnellstraße   | Rischon LeZion       | Bat Jam → Cholon → Tel Aviv → Ramat haScharon → Herzlia → Kfar Schmaryahu | Rischpon              | 29 km  |
|  | Nationalstraße 22 „Bay Highway“                     | Autobahn                 | Haifa                | Qirjat Ata → Qirjat Bialik | Kfar Masaryk          | 17 km  |
|  | Nationalstraße 23 „Carmel Tunnels“                  | Schnellstraße Mautstraße | Bucht von Haifa      | Die Straße verläuft größtenteils durch Tunnels mitten durch Haifa. | Nationalstraße 22     | 9 km   |
|  | Nationalstraße 25                                   | Schnellstraße            | Nachal ʿOz           | Saʿad → Netivot → Gilat → Beʾer Scheva → Dimona → Arava | Nationalstraße 90     | 113 km |
|  | Nationalstraße 31                                   | Schnellstraße            | Nationalstraße 90    | Newe Sohar → ʿArad → Kuseife → Hura → Lehavim → Eschel haNassi | Nationalstraße 25     | 70 km  |
|  | Nationalstraße 34                                   | Schnellstraße            | Jad Mordechai        | Erez → Nir Am → Sderot → Netivot | Nationalstraße 25     | 20 km  |
|  | Nationalstraße 35                                   | Schnellstraße            | Aschkelon            | Sde Joʾav → Qirjat Gat → Bet-Guvrin-Marissa-Nationalpark → Idna → Hebron | Nationalstraße 60     | 58 km  |
|  | Nationalstraße 38                                   | Schnellstraße            | Beit Guvrin          | Beit Schemesch → Bet Dschemal → Eschtaʾol | Schaʿar haGai         | 29 km  |
|  | Nationalstraße 40                                   | Autobahn Schnellstraße   | Qetura               | Neʾot Smadar → Machtesch Ramon → Mitzpe Ramon → Sde Boqer → Beʾer Scheva → Qirjat Gat → Gedera → Militärflugplatz Tel Nof → Rechovot → Ramla → Lod → Flughafen Ben Gurion → Israel Aerospace Industries → Jehud → Petach Tiqwa → Jarkon-Afek-Nationalpark | Kfar Saba             | 302 km |
|  | Nationalstraße 41                                   | Schnellstraße            | Hafen von Aschdod    | Die Straße ist mittlerweile nur noch ein „Zubringer“ vom Hafen zur Autobahn. | Nationalstraße 7      | 4 km   |
|  | Nationalstraße 42                                   | Schnellstraße            | Aschdod              | Javne | Rischon LeZion        | 19 km  |
|  | Nationalstraße 44                                   | Schnellstraße            | Tel Aviv             | Cholon → Rischon LeZion → Ramla → Lod → Eschtaʾol | Beit Schemesch        | 41 km  |
|  | Nationalstraße 45                                   | Schnellstraße            | Givʿat Seʾev         | Atarot Industrie Park | Nationalstraße 50     | 5 km   |
|  | Nationalstraße 46                                   | Autobahn Schnellstraße   | Flughafen Ben Gurion | Die nur 4 km lange Straße wurde angelegt, um den Abschnitt der Nationalstraße 40 umgehen zu können. Diese leidet immer unter sehr starkem Verkehr. | Tirat Jehuda          | 4 km   |
|  | Nationalstraße 50 „Begin Boulevard“                 | Autobahn                 | Gilo                 | Jerusalem Technologie Park → Malcha → Givʿat Mordechai → Ramat Schlomo → Beit Hanina | Atarot Industrie Park | 16 km  |
|  | Nationalstraße 55                                   | Schnellstraße            | Kfar Saba            | Qalqiliya → Alfe Menasche → Qarnei Schomron → Qedumin | Nablus                | 26 km  |
|  | Nationalstraße 57 „West“                            | Schnellstraße            | Netanja              | Kfar Jona → Chagor → Tulkarm | IDF Checkpoint        | 15 km  |
|  | Nationalstraße 57 „Central“                         | Schnellstraße            | Tulkarm              | Qalansawe → Tayyibe → Awne Chefetz → Einav | Nablus                | 7 km   |
|  | Nationalstraße 57 „East“                            | Schnellstraße            | Nablus               | Chamra → Massu’a | Nationalstraße 90     | 15 km  |
|  | Nationalstraße 60                                   | Schnellstraße            | Beʾer Scheva         | ʿOmer → Tel Scheva → Meitar → Keramim → Hebron → Gilo → Talpiot → Jerusalem → Scheich Dscharrah → French Hill → Schu'fat → Qalandia → Nablus → Dschenin → Avital → Afula                                                                                  | Nazareth              | 235 km |
|  | Nationalstraße 61                                   | Schnellstraße            |                      | Die Straße existierte bei Baqa-Dschatt und wurde 2014 in die Haupt-Nationalstraße 9 integriert. |                       |        |
|  | Nationalstraße 62                                   | Schnellstraße            | Geva Binyamin        | Kokhav Ya'akov → Maʿale Michmas → Givʿat Asaf → Ofra → Silwad → Schilo → Eli → Kfar Tappuach → Beita → Huwwara → Jitzhar → Kedumim | Deir Sharaf           | 64 km  |
|  | Nationalstraße 65 „Wadi Ara Road“ „Kvisch haSargel“ | Schnellstraße            | Caesarea             | Chadera → Pardes Channa-Karkur → Umm al-Fahm → Afula → Jesreelebene → Autobahnkreuz Golani → Nachal ʿAmud | Nationalstraße 85     | 90 km  |
|  | Nationalstraße 66                                   | Schnellstraße            | Salem                | Megiddo → Mischmar haʿEmeq → HaSoreʿa | Joqneʿam              | 17 km  |
|  | Nationalstraße 67                                   | Schnellstraße            | Sichron Jaʿaqov      | Furaidis → Meʾir Schfeja | Ramot Menasche        | 13 km  |
|  | Nationalstraße 70                                   | Autobahn Schnellstraße   | Sichron Jaʿakov      | Joqneʿam → Qirjat Tivʿon → Qirjat Ata → Schefarʿam → Tamra → Abu Sinan | Schlomi               | 76 km  |
|  | Nationalstraße 71                                   | Schnellstraße            | Afula                | Beit Scheʾan | Jordan                | 35 km  |
|  | Nationalstraße 73                                   | Schnellstraße            | Nahalal              | Migdal haʿEmeq | Tel ʿAdaschim         | 12 km  |
|  | Nationalstraße 75                                   | Schnellstraße            | Haifa                | Jagur → Qirjat Tivʿon → Ramat Jischai → Nahalal → Kfar HaChoresch → Nazareth | Nof HaGalil           | 40 km  |
|  | Nationalstraße 77                                   | Autobahn Schnellstraße   | Joqneʿam             | Ramat Jischai → Kafr Kanna → Tiberias | Nationalstraße 90     | 48 km  |
|  | Nationalstraße 79                                   | Schnellstraße            | Qirjat Bialik        | Qirjat Ata → Schefarʿam → Nazareth → Reina | Nof haGalil           | 29 km  |
|  | Nationalstraße 80                                   | Schnellstraße            | ʿArʿara baNegev      | Tel Arad | Beit Jattir           | 34 km  |
|  | Nationalstraße 85                                   | Schnellstraße            | Akkon                | Kafr Jasif → Madschd al-Kurum → Karmiʾel → Chorazin | Nationalstraße 90     | 37 km  |
|  | Nationalstraße 87                                   | Schnellstraße            | Kafarnaum            | Qatzrin → Golanhöhen | Nationalstraße 98     | 35 km  |
|  | Nationalstraße 89                                   | Schnellstraße            | Naharija             | Maʿalot-Tarschiha → Chosen → Meron → Safed | Elifelet              | 58 km  |
|  | Nationalstraße 90 „Longest Road“                    | Schnellstraße            | Taba                 | Eilat → ʿEin Boqeq → ʿEin Gedi → Jericho → Beit Scheʾan → Tiberias → Rosch Pinna → Qirjat Schmona | Metulla               | 480 km |
|  | Nationalstraße 91                                   | Schnellstraße            | Machanajim           | Gadot → Qatzrin → ʿEin Siwan | Nationalstraße 98     | 28 km  |
|  | Nationalstraße 92                                   | Schnellstraße            | Maʿagan              | HaOn → ʿEin Gev → Maʿale Gamla | Bethsaida             | 24 km  |
|  | Nationalstraße 98                                   | Schnellstraße            | Maʿagan              | Madschdal Schams | Chermon               | 99 km  |
|  | Nationalstraße 99                                   | Schnellstraße            | Qirjat Schmona       | HaGoschrim → Banyas | Masʿade               | 24 km  |

Anmerkungen
1. ↑  Mit 302 Kilometern ist die Nationalstraße 40 die zweitlängste, durchgehend befahrbare Schnellstraße Israels.
2. ↑  Die Straße wird mehrheitlich von Palästinensern benutzt, die zwischen den Städten Qalqiliya und Nablus leben.
3. ↑  Ursprünglich hatte die Straße eine Gesamtlänge von 51 km. Da sie aber teilweise durch Palästinensische Autonomiegebiete führt, musste sie in 3 Teilabschnitte unterteilt werden.
4. ↑  Ein Teil dieses Streckenabschnittes darf nur von Palästinensern benutzt werden. Die Israelis bauten stattdessen als Bypass die Hauptstraße 557.
5. ↑  Auch diese Straße führt streckenweise durch Autonomiegebiete und ist deshalb unterteilt in drei Abschnitte, die als „South“ „Central“ und „North“ bezeichnet werden. Als Bypässe dienen die Hauptstraßen 317, 367, 437, 457, 458, 466, 449, 505, 557, 585, 588 und 675.
6. ↑  „Kvish HaSargel“: Dies bedeutet „Lineal-Straße“, da seine Route so flach und gerade wie ein Lineal ist. Am Golanikreuz liegt auch die Militärbasis der Golani-Brigade.
7. ↑  Die Nationalstraße 90 ist die längste, durchgehend befahrbare Straße Israels. Entlang des Toten Meeres musste die Straßenführung wegen Senklöchern schon mehrmals geändert werden.

## Regionalstraßen

### 100–500
|  | Klassifizierung    | Kategorie            | Von                      | über | Nach                     | Länge |
|  | ------------------ | -------------------- | ------------------------ | --- | ------------------------ | ----- |
|  | Regionalstraße 109 | Hauptstraße          | Grenzübergang Wadi Araba | Eilot → Eilat | Nationalstraße 90        | 2 km  |
|  | Regionalstraße 171 | Hauptstraße          | Harif                    | Machtesch Ramon                                                                                                   | Mitzpe Ramon             | 33 km |
|  | Regionalstraße 200 | Hauptstraße          | Ramla                    | Lod → Setan | Flughafen Ben Gurion     | 9 km  |
|  | Regionalstraße 204 | Hauptstraße          | Nationalstraße 40        | Merchav ʿAm → Jerocham → Dimona                                                                                   | Nationalstraße 25        | 30 km |
|  | Regionalstraße 206 | Hauptstraße          | HaMachtesch haGadol      | HaMachtesch haQatan                                                                                               | Nationalstraße 25        | 17 km |
|  | Regionalstraße 211 | Hauptstraße          | Nitzana                  | Qtziʿot Gefängnis → Schivta-Nationalpark → Tlalim                                                                 | Nationalstraße 40        | 41 km |
|  | Regionalstraße 222 | Hauptstraße          | Nationalstraße 40        | Maschʾabbe Sade → Revivim → Retamim → Zeʾelim → Ein haBesor                                                       | Regionalstraße 232       | 46 km |
|  | Regionalstraße 224 | Hauptstraße          | Straßenkreuz Negev       | Verbindet die Regionalstraßen 204, 206 und 225 miteinander                                                        | HaMachtesch haGadol      | 30 km |
|  | Regionalstraße 225 | Hauptstraße          | Jerocham                 | Zubringerstraße                                                                                                   | Regionalstraße 206       | 15 km |
|  | Regionalstraße 227 | Hauptstraße          | Regionalstraße 206       | Ir Ovot | Nationalstraße 90        | 34 km |
|  | Regionalstraße 232 | Hauptstraße          | Kerem Schalom            | Cholit → Beʾeri → Saʿad → Kfar Aza → Schaʿar haNegev → Sderot → Bror Chajil → Kochav Michael →                    | Nitzanim                 | 80 km |
|  | Regionalstraße 234 | Hauptstraße          | Zeʾelim                  | Urim | Reʿim                    | 24 km |
|  | Regionalstraße 240 | Hauptstraße          | Regionalstraße 232       | Sufa | Sperranlage Gazastreifen | 4 km  |
|  | Regionalstraße 241 | Hauptstraße          | Magen                    | Urim → Patisch → Maslul → ʿOfaqim → Gilat                                                                         | Nationalstraße 25        | 21 km |
|  | Regionalstraße 242 | Hauptstraße          | Kissufim                 | Eschkol → Reʿim                                                                                                   | Regionalstraße 232       | 7 km  |
|  | Regionalstraße 258 | Hauptstraße          | Nationalstraße 25        | Zubringerstraße, es gibt dort auch eine größere Phosphatmine.                                                     | Nationalstraße 31        | 22 km |
|  | Regionalstraße 264 | Hauptstraße          | Eschel haNassi           | Mischmar ha-Negev → Rahat → Schoval → Beit Qama                                                                   | Regionalstraße 293       | 15 km |
|  | Regionalstraße 293 | Hauptstraße          | Netivot                  | Beit haGadi → Mabbuʿim → Sde Zvi → Beit Qama                                                                      | Regionalstraße 264       | 15 km |
|  | Regionalstraße 310 | Hauptstraße          | Eschel haNassi           | Tirabin al-Sana → Rahat → Lehavim                                                                                 | Nationalstraße 6         | 13 km |
|  | Regionalstraße 316 | Hauptstraße          | Hura                     | Livne → Beit Jattir → Susya                                                                                       | Regionalstraße 317       | 26 km |
|  | Regionalstraße 317 | Hauptstraße          | Shim'a                   | Livne → Susya → At-Tuwani → Maʿon                                                                                 | Karmel                   | 21 km |
|  | Regionalstraße 325 | Hauptstraße          | Dvir                     | Bnei Schimʿon → Lahav                                                                                             | Regionalstraße 358       | 10 km |
|  | Regionalstraße 333 | Hauptstraße          | Motza                    | Har HaMenuchot | Givʿat Schaʾul           | 3 km  |
|  | Regionalstraße 334 | Hauptstraße          | Sde Zvi                  | Ruchama → Dorot → Sderot                                                                                          | Regionalstraße 232       | 10 km |
|  | Regionalstraße 352 | Hauptstraße          | Nationalstraße 35        | Sde David | Regionalstraße 232       | 13 km |
|  | Regionalstraße 353 | Hauptstraße          | Savdiʾel                 | Menucha → Gat → Gal-On → Luzit → Agur                                                                             | Nationalstraße 38        | 24 km |
|  | Regionalstraße 358 | Hauptstraße          | Lakiya                   | Lahav → Schomria → Neta → Amatzia                                                                                 | Nationalstraße 35        | 27 km |
|  | Regionalstraße 367 | Hauptstraße          | Aviezer                  | Neve Michael → Jab'a → Gvaʿot → Kfar Etzion → Allon Schewut                                                       | Gusch Etzion             | 17 km |
|  | Regionalstraße 375 | Hauptstraße          | Elah                     | Netiv HaLamed-Heh → Beit Schemesch → Mata → Zur Hadassah → Betar Illit → Husan                                    | Al-Khader                | 24 km |
|  | Regionalstraße 383 | Hauptstraße          | Bnei Re'em               | Kfar HaRif → Kfar Menachem → Sdot Micha                                                                           | Secharja                 | 18 km |
|  | Regionalstraße 386 | Hauptstraße          | Zur Hadassah             | Bar Giora → ʿEin Kerem → Herzlberg → Bayit VeGan → Yefeh Nof → Qirjat Mosche                                      | Regionalstraße 333       | 23 km |
|  | Regionalstraße 395 | Hauptstraße          | Eschtaʾol                | Ksalon → Ramat Raziel → Givʿat Jeʿarim → Sattaf → Beit Sajit                                                      | ʿEin Kerem               | 18 km |
|  | Regionalstraße 396 | Hauptstraße          | Qirjat Menachem          | Kurzes Verbindungsstück                                                                                           | ʿEin Kerem               | 4 km  |
|  | Regionalstraße 398 | Hauptstraße          | Jerusalem                | Givʿat HaMatos → Bait Sahur                                                                                       | Herodium                 | 12 km |
|  | Regionalstraße 402 | Hauptstraße          | Adanim                   | Hod haScharon → Kfar Malal → Kfar Saba                                                                            | Raʿanana                 | 8 km  |
|  | Regionalstraße 406 | Hauptstraße          | Nationalstraße 40        | Beʾer Scheva → Netivot → Ben-Gurion-Universität                                                                   | Nationalstraße 40        | 14 km |
|  | Regionalstraße 411 | Hauptstraße          | Rechovot                 | Kvutzat Schiller → Givʿat Brenner → Kirjat Ekron → Mazkeret Batya → Chulda                                        | Nationalstraße 3         | 21 km |
|  | Regionalstraße 412 | Hauptstraße          | Rechovot                 | Nes Ziona → Rischon LeZion → Beit Dagan → Chemed → Or Jehuda → Neve Monosson                                      | Jehud                    | 22 km |
|  | Regionalstraße 415 | Hauptstraße          | Nationalstraße 38        | kurzes Verbindungsstück                                                                                           | Haupt-Nationalstraße 1   | 2 km  |
|  | Regionalstraße 417 | Hauptstraße          | Maʿale Adummim           | Ölberg → Ras al-ʿAmud → Kidrontal → Wadi el-Dschos → Skopus → Qirjat Menachem Begin → Ramat Eschkol → Romema      | Jerusalem                | 13 km |
|  | Regionalstraße 423 | Hauptstraße          | Rechovot                 | Beʾer Jaʿaqov | Nes Ziona                | 7 km  |
|  | Regionalstraße 424 | Hauptstraße          | Latrun                   | Freizeitpark Mini-Israel → Mischmar Ajjalon → Geser → Asarja →                                                    | Jad Rambam               | 12 km |
|  | Regionalstraße 425 | Hauptstraße          | Qirjat Jeʿarim           | Newe Ilan → Abu Gosch → Maʿale HaChamischa                                                                        | Har Adar                 | 7 km  |
|  | Regionalstraße 431 | Autobahn Hauptstraße | Freizeitpark Superland   | Rischon LeZion → Nes Ziona → Beer Jaʿakov → Ramla                                                                 | Modiʿin                  | 28 km |
|  | Regionalstraße 436 | Hauptstraße          | Strafanstalt ʿOfer       | Givʿat Seʾev → Giwʿon haChadascha → Deir an-Nabi Samwīl → Ramot → Har Chotzvim                                    | Schmuel HaNavi           | 12 km |
|  | Regionalstraße 437 | Hauptstraße          | Maʿale Adummim           | Almon → Hizma → Pisgat Seʾev → Geva Binyamin                                                                      | Nationalstraße 60        | 13 km |
|  | Regionalstraße 441 | Hauptstraße          | Rischon LeZion           | Geht quer durch Rischon LeZion                                                                                    | Regionalstraße 412       | 9 km  |
|  | Regionalstraße 443 | Hauptstraße          | Lod                      | Ben Schemen → Jugenddorf Ben Schemen → Neot Kedumim → Modiʿin → Saffa → Beit Sira → Beit Ur al-Fauqa → Beit Horon | Baituniya                | 28 km |
|  | Regionalstraße 444 | Hauptstraße          | Ben Schemen              | Schoham → Bareqet → Cola → Elʿad → Nachschonim → Rosch haʿAjin → Chagor → Dschaldschulija → Qalqiliya → Tira      | Tayyibe                  | 41 km |
|  | Regionalstraße 446 | Hauptstraße          | Modiʿin                  | Kfar Ruth → Chaschmona’im → Modiʿin Illit → Ni'lin → Bet Arje-Ofarim → Pedu'el → Alei Zahav                       | Nationalstraße 5         | 31 km |
|  | Regionalstraße 449 | Hauptstraße          | Ofra                     | Silwad → Deir Jarir → Rimmonim → Jericho → Al-Auja                                                                | Nationalstraße 90        | 34 km |
|  | Regionalstraße 450 | Hauptstraße          | Regionalstraße 436       | Baituniya → Ein 'Arik → Ramallah                                                                                  | Regionalstraße 465       | 34 km |
|  | Regionalstraße 453 | Hauptstraße          | Nationalstraße 6         | Schoham → Kfar Truman                                                                                             | Flughafen Ben Gurion     | 5 km  |
|  | Regionalstraße 457 | Hauptstraße          | Mukhmas                  | Maʿale Mikhmas | Regionalstraße 458       | 5 km  |
|  | Regionalstraße 458 | Hauptstraße          | Kfar Adumim              | Maʿale Mikhmas → Rimmonim → Kochav haSchachar → Migdalim                                                          | Regionalstraße 508       | 40 km |
|  | Regionalstraße 461 | Hauptstraße          | Tel Aviv                 | HaTiqwa → Ramat Gan → Or Jehuda → Jehud → Bnei Atarot                                                             | Giv'at Ko'ah             | 12 km |
|  | Regionalstraße 463 | Hauptstraße          | Nili                     | Na'ale → Ras Karkar → Dolev → al-Bireh                                                                            | Bet El                   | 23 km |
|  | Regionalstraße 465 | Hauptstraße          | Giv'at Ko'ah             | Elʿad → Rantis → Beit Arje-Ofarim → Chalamisch → Nabi Salih → Ateret → Bir Zait                                   | Silwad                   | 38 km |
|  | Regionalstraße 466 | Hauptstraße          | Qalandia                 | Ramallah → Beit El → Umm Safa → Ateret                                                                            | Silwad                   | 28 km |
|  | Regionalstraße 471 | Autobahn Hauptstraße | Ramat Gan                | Qirjat Ono → Givʿat Schmuʾel → Petach Tiqwa                                                                       | Nachschonim              | 10 km |
|  | Regionalstraße 481 | Hauptstraße          | Bnei Braq                | Petach Tiqwa → Azrieli Center → City Gate Ramat Gan                                                               | Ramat Gan                | 8 km  |
|  | Regionalstraße 482 | Hauptstraße          | Ramat Gan                | Bnei Braq → Tel Aviv → Ramat haScharon                                                                            | Herzlia                  | 11 km |
|  | Regionalstraße 483 | Hauptstraße          | Petach Tiqwa             | Drom HaScharon | Rosch haʿAjin            | 4 km  |

Anmerkungen
1. ↑  Die Straße wird hauptsächlich von den Arbeitern der dort befindlichen Phosphatminen genutzt.
2. ↑  siehe dazu auch „offene Projekte“
3. ↑  siehe dazu auch „offene Projekte“

### 501–999
|  | Klassifizierung    | Kategorie   | Von                  | über | Nach                 | Länge |
|  | ------------------ | ----------- | -------------------- | --- | -------------------- | ----- |
|  | Regionalstraße 505 | Hauptstraße | Rosch haAjin         | Kafr Qasim → Schaʿarei Tiqwa → Elkana → Kiryat Netafim → Revava → Ariel → Maʿale Efrajim                                      | Nationalstraße 90    | 57 km |
|  | Regionalstraße 508 | Hauptstraße | Maʿale Efrajim       | Gitit → Mekhora | Regionalstraße 578   | 19 km |
|  | Regionalstraße 531 | Autobahn    | Choreschim           | Kafr Bara → Dschaldschulija → Chagor → Kfar Saba → Hod haScharon → Kfar Malal → Raʿanana → Ramot haSchavim → Herzlia          | Kfar Schmarjahu      | 19 km |
|  | Regionalstraße 541 | Hauptstraße | Herzlia              | Raʿanana → Ramat Gan | Regionalstraße 402   | 9 km  |
|  | Regionalstraße 551 | Hauptstraße | Nationalstraße 4     | Mischmeret → Ramat HaKovesh → Eyal → Nir Eliyahu                                                                              | Nationalstraße 6     | 11 km |
|  | Regionalstraße 553 | Hauptstraße | Netanja              | Udim → Beit Jehoschua → Tel Jizchaq → Even Jehuda → Tel Mond                                                                  | Kochav Jaʾir         | 13 km |
|  | Regionalstraße 557 | Hauptstraße | Tayyibe              | Awne Chefetz → Saffarin → Einav → Beit Lid                                                                                    | Shavei Shomron       | 18 km |
|  | Regionalstraße 561 | Hauptstraße | Netanja              | Kfar Netter → Even Jehuda | Qadima-Zoran         | 6 km  |
|  | Regionalstraße 562 | Hauptstraße | Tel Mond             | Qadima-Zoran → Geʾullim | Kfar Jona            | 8 km  |
|  | Regionalstraße 574 | Hauptstraße | Zimar                | Dschatt → Baqa-Dschatt → Givʿat Chaviva → Barqai                                                                              | Charisch             | 15 km |
|  | Regionalstraße 578 | Hauptstraße | Regionalstraße 508   | Beka'ot → Chemdat → Rotem | Mehola               | 24 km |
|  | Regionalstraße 581 | Hauptstraße | Geʾulei Teiman       | Kfar Haroeh → Cherev le-Et → Givʿat Chajim → ʿEin haChoresch → Achituv → Lehawot Chawiwa → Baqa-Dschatt                       | Sha'ar Menashe       | 18 km |
|  | Regionalstraße 611 | Hauptstraße | Barkai               | Charisch → Mitzpe Ilan | Barta'a              | 18 km |
|  | Regionalstraße 650 | Hauptstraße | Talmei Elazar        | Pardes Channa-Karkur | Regionalstraße 652   | 3 km  |
|  | Regionalstraße 651 | Hauptstraße | Caesarea             | Verbindungsstraße der beiden Städte                                                                                           | Pardes Channa-Karkur | 5 km  |
|  | Regionalstraße 652 | Hauptstraße | Pardes Channa-Karkur | Binjamina-Givʿat Ada → Binjamina                                                                                              | Sichron Jaʿaqov      | 17 km |
|  | Regionalstraße 653 | Hauptstraße | Binjamina            | Or Akiwa → Binjamina-Givʿat Ada                                                                                               | Regavim              | 11 km |
|  | Regionalstraße 654 | Hauptstraße | Binjamina-Givʿat Ada | Verbindungsstraße von der Stadt zum Moschav                                                                                   | Aviel                | 2 km  |
|  | Regionalstraße 667 | Hauptstraße | Yizre'el             | Gan Ner → Gilboa → Maʿale Gilboa → Sdei Trumot                                                                                | Nationalstraße 90    | 28 km |
|  | Regionalstraße 669 | Hauptstraße | Beit HaShita         | Chefziba → Beit Alfa → Gan haSchloscha → Nir David → Mesillot → Reschafim                                                     | Ein HaNetziv         | 12 km |
|  | Regionalstraße 672 | Hauptstraße | Gal’ed               | Dalja → ʿEin haSchofet → Joqneʿam → Daliyat al-Karmel → Isfiya → Nescher                                                      | Haifa                | 43 km |
|  | Regionalstraße 675 | Hauptstraße | Nir Yafeh            | Merkaz Omen → Avital → Merkaz Yael → Jizre'el                                                                                 | Kfar Jechezqel       | 13 km |
|  | Regionalstraße 705 | Hauptstraße | Haifa                | Verbindungsstraße zwischen den beiden Städten                                                                                 | Nescher              | 5 km  |
|  | Regionalstraße 712 | Hauptstraße | Muqeible             | Magen Schaʾul → Sandala → Jizre'el                                                                                            | Afula                | 15 km |
|  | Regionalstraße 716 | Hauptstraße | ʿEin Charod          | Ramat Zvi → Naʿura → Tamra | Dovrat               | 13 km |
|  | Regionalstraße 717 | Hauptstraße | Issachar Plateau     | Ramat Zvi | Moledet              | 4 km  |
|  | Regionalstraße 721 | Hauptstraße | Atlit                | Beit Oren | Isfiya               | 12 km |
|  | Regionalstraße 722 | Hauptstraße | Joqneʿam             | Kfar Jehoschua → Sde Jaʿaqov                                                                                                  | Qirjat Tivʿon        | 8 km  |
|  | Regionalstraße 752 | Hauptstraße | Jagur                | Verbindungsstraße | Akkon                | 7 km  |
|  | Regionalstraße 754 | Hauptstraße | Kafr Kanna           | Mashhad → Reina → Nof HaGalil                                                                                                 | Nazareth             | 9 km  |
|  | Regionalstraße 762 | Hauptstraße | Basmat Tabʿun        | Rechassim → Ibtin → Kfar Chassidim                                                                                            | Nationalstraße 70    | 7 km  |
|  | Regionalstraße 767 | Hauptstraße | Kfar Tabor           | Kfar Kama → Scharona → Javneʾel → Alummot                                                                                     | Kinneret (Moschava)  | 20 km |
|  | Regionalstraße 768 | Hauptstraße | Alummot              | Porijja ʿIllit → HaSorʿim | Tiberias             | 10 km |
|  | Regionalstraße 772 | Hauptstraße | Qischon              | Qirjat Ata → Haifa | Nationalstraße 4     | 6 km  |
|  | Regionalstraße 780 | Hauptstraße | Rechassim            | Verbindungsstraße | Qirjat Ata           | 5 km  |
|  | Regionalstraße 781 | Hauptstraße | Qirjat Chajim        | Schefarʿam → Iʿbillin → Mitzpe Aviv                                                                                           | Moreschet            | 17 km |
|  | Regionalstraße 784 | Hauptstraße | Alon HaGalil         | Juvalim | Karmiʾel             | 26 km |
|  | Regionalstraße 785 | Hauptstraße | Bu'eine Nujeidat     | Die Straße verbindet die Stadt mit der Schnellstraße.                                                                         | Nationalstraße 65    | 2 km  |
|  | Regionalstraße 789 | Hauptstraße | Kursi                | Bnei Jehuda → Neot Golan | Afiq                 | 14 km |
|  | Regionalstraße 804 | Hauptstraße | Arraba               | Maʿale Zvija → Lotem → Sallama                                                                                                | Rameh                | 13 km |
|  | Regionalstraße 805 | Hauptstraße | Yas'ur               | Sha'ab → Atzmon → Sachnin | Arraba               | 24 km |
|  | Regionalstraße 806 | Hauptstraße | Eilaboun             | Maghar → Inbar | Kfar Hananya         | 13 km |
|  | Regionalstraße 807 | Hauptstraße | Maghar               | Kalanit → Hamaam | Migdal               | 12 km |
|  | Regionalstraße 808 | Hauptstraße | Ramat Magshimim      | Gamla → Ani'am | Nationalstraße 87    | 18 km |
|  | Regionalstraße 854 | Hauptstraße | Karmiʾel             | Yarka → Lapidot → Kisra-Sumei → Kfar Vradim                                                                                   | Maʿalot-Tarschiha    | 21 km |
|  | Regionalstraße 859 | Hauptstraße | Schavei Zijjon       | Mazra'a → Nes Ammim | Amqa                 | 6 km  |
|  | Regionalstraße 864 | Hauptstraße | Rameh                | Beit Jann → Peqiʿin | Chosen               | 14 km |
|  | Regionalstraße 866 | Hauptstraße | Kfar Hananya         | Ein al-Asad → Amirim → Schefer → Kfar Schammai                                                                                | Meron                | 11 km |
|  | Regionalstraße 869 | Hauptstraße | Nationalstraße 92    | Maʿale Gamla → Kanaf | Regionalstraße 808   | 16 km |
|  | Regionalstraße 886 | Hauptstraße | Nationalstraße 89    | Dalton → Kerem Ben Zimra → Rechanija → Ramot Naftali → Jiftach                                                                | Misgav ʿAm           | 40 km |
|  | Regionalstraße 888 | Hauptstraße | Bethsaida            | Had Ness | Nationalstraße 91    | 13 km |
|  | Regionalstraße 899 | Hauptstraße | Rosch haNiqra        | Betzet → Schlomi → Jaʿara → Eilon → Gornot HaGalil → Schomera → Mattat → Sasa → Barʿam → Rechanija → Jirʾon → Avivim → Malkia | Chulaebene           | 63 km |
|  | Regionalstraße 918 | Hauptstraße | Gadot                | Gonen → Lehavot HaBashan → Shamir → Tel Anafa → Kfar Szold → Banyas                                                           | Hurshat Tal          | 27 km |
|  | Regionalstraße 959 | Hauptstraße | Gonen                | Kela Alon | Merom Golan          | 18 km |
|  | Regionalstraße 977 | Hauptstraße | Nationalstraße 90    | Neot Mordechai | Lehavot HaBashan     | 7 km  |
|  | Regionalstraße 978 | Hauptstraße | Nationalstraße 91    | Sha'al | Masʿade              | 21 km |
|  | Regionalstraße 989 | Hauptstraße | Nationalstraße 99    | Nimrod → Ein Qiniyye → Neve Ativ                                                                                              | Nationalstraße 98    | 11 km |
|  | Regionalstraße 999 | Hauptstraße | Snir                 | Ghadschar → Dan | Hermon               | 29 km |

Anmerkungen
1. ↑  siehe dazu auch „offene Projekte“
2. ↑  siehe dazu auch „offene Projekte“

## Offene Projekte
In diesem Abschnitt werden alle Straßen gelistet, die projektiert, aber noch nicht realisiert sind.
|  | Klassifizierung        | Kategorie              | Von                    | Erklärung | Nach                  |  | Neue Klassifizierung   |
|  | ---------------------- | ---------------------- | ---------------------- | --- | --------------------- |  | ---------------------- |
|  | Haupt-Nationalstraße 3 | Schnellstraße          | Kreuzung Abba Hillel   | Neubaustrecke | Kreuzung Ram          |  | Nationalstraße 33      |
|  | Haupt-Nationalstraße 3 | Hauptstraße            | Rosch haNikra          | Ausbau eines ca. 2 km langes Straßenstückes, sollte der Grenzposten Rosh HaNikra wieder geöffnet werden                               | Libanon               |  | Regionalstraße 802     |
|  | Nationalstraße 10      | Hauptstraße            | Kreuzung Sayir         | Neubaustrecke zum Grenzübergang Kerem Schalom                                                                                         | Gazastreifen          |  | Regionalstraße 110     |
|  | Nationalstraße 12      | Hauptstraße            | Eilat                  | Neubaustrecke | Nationalstraße 12     |  | Regionalstraße 112     |
|  | Nationalstraße 13      | Hauptstraße            | Nationalstraße 13      | Neubaustrecke | Kreuzung Zihor        |  | Regionalstraße 113     |
|  | Nationalstraße 25      | Hauptstraße            | Nachal ʿOz             | Neubaustrecke | Netivot               |  | Regionalstraße 341     |
|  | Nationalstraße 39      | Autobahn               | Jerusalem              | Baubeginn der 25 km langen Autobahn war 2021 geplant, Verkehrsministerin Merav Michaeli ließ die Pläne aber kurzerhand auf Eis legen. | Aschdod               |  |                        |
|  | Nationalstraße 40      | Schnellstraße          | Kreuzung Ketura        | Neubaustrecke | Kreuzung Rahat        |  | Nationalstraße 30      |
|  | Nationalstraße 40      | Schnellstraße          | Kreuzung Mahaz         | Neubaustrecke | Kreuzung Malʾachi     |  | Nationalstraße 32      |
|  | Nationalstraße 57      | Hauptstraße            | Kreuzung Mahaz         | Ausbau einer Strecke, die zur Jisr ed-Damiye-Brücke führt                                                                             | Jordanien             |  | Regionalstraße 577     |
|  | Nationalstraße 60      | Schnellstraße          | Afula                  | Neubaustrecke | Nazareth              |  | Nationalstraße 68      |
|  | Nationalstraße 65      | Schnellstraße          | Afula                  | Neubaustrecke | Kreuzung Nachal ʿAmud |  | Nationalstraße 74      |
|  | Nationalstraße 71      | Hauptstraße            | Afula                  | Neubaustrecke | Kreuzung Navot        |  | Regionalstraße 711     |
|  | Nationalstraße 73      | Hauptstraße            | Nahalal                | Neubaustrecke | Kreuzung Lent         |  | Regionalstraße 681     |
|  | Nationalstraße 80      | Hauptstraße            | Kreuzung Arara         | Neubaustrecke | Beit Jattir           |  | Regionalstraße 314     |
|  | Nationalstraße 85      | Hauptstraße            | Akkon                  | Neubaustrecke | Akko-Mizrach          |  | Regionalstraße 850     |
|  | Nationalstraße 87      | Hauptstraße            | Kafarnaum              | Neubaustrecke, die Straße soll auch die Nationalstraßen 90 und 92 miteinander verbinden.                                              | Yehudia               |  | Regionalstraße 900     |
|  | Nationalstraße 90      | Schnellstraße          | Kreuzung ʿArava        | Neubaustrecke | Kreuzung Zemach       |  | Haupt-Nationalstraße 8 |
|  | Nationalstraße 90      | Schnellstraße          | Taba                   | Neubaustrecke | Kreuzung ʿArava       |  | Nationalstraße 18      |
|  | Regionalstraße 431     | Autobahn Schnellstraße | Freizeitpark Superland | Weiterer Ausbau und Hochstufung | Modiʿin               |  | Nationalstraße 43      |
|  | Regionalstraße 471     | Autobahn Hauptstraße   | Ramat Gan              | Weiterer Ausbau und Hochstufung | Nachschonim           |  | Nationalstraße 47      |
|  | Regionalstraße 531     | Autobahn               | Choreschim             | Weiterer Ausbau und Hochstufung | Kfar Schmarjahu       |  | Nationalstraße 51      |
|  | Regionalstraße 553     | Schnellstraße          | Netanja                | Weiterer Ausbau und Hochstufung | Kochav Jaʾir          |  | Nationalstraße 59      |
|  | Lokalstraße 5066       | Hauptstraße            | Revava                 | Weiterer Ausbau und Hochstufung | Al-Funduq             |  | Regionalstraße 506     |

Anmerkungen
1. ↑  Geschlossen; wird vom IDF auf israelischer Seite und von UNIFIL-Soldaten auf libanesischer Seite bewacht.